# 基本的対処方針分科会

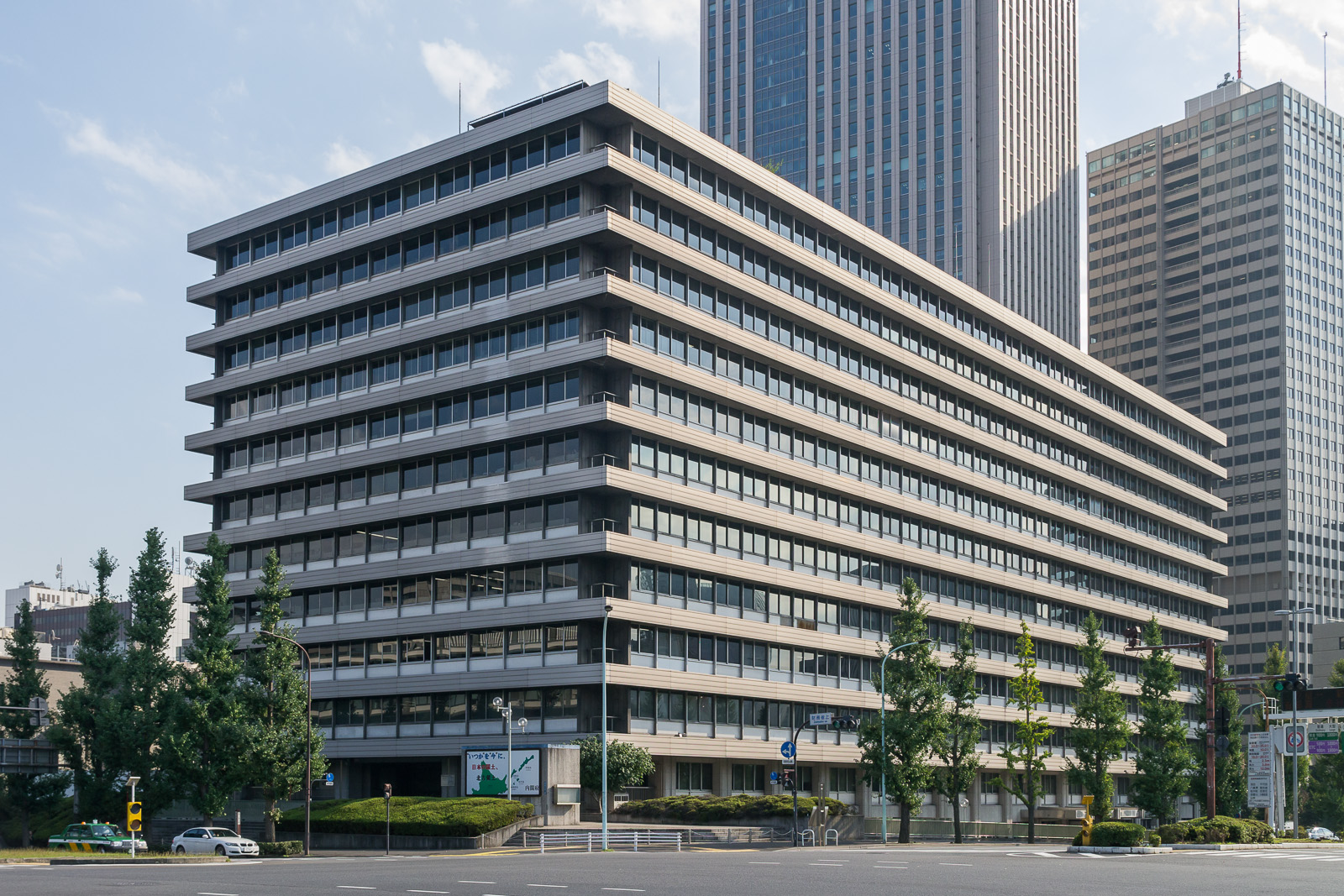
第1回審議が開催された中央合同庁舎第四号館

基本的対処方針分科会（きほんてきたいしょほうしんぶんかかい、英語: Advisory Committee on the Basic Action Policy）は、日本の内閣官房の新型インフルエンザ等対策推進会議に置かれていた分科会である。2023年9月1日の内閣感染症危機管理統括庁の発足に合わせて廃止された。
2021年3月31日まで新型インフルエンザ等対策有識者会議の下に設置されていた諮問機関である基本的対処方針等諮問委員会を前身とした。

## 概要

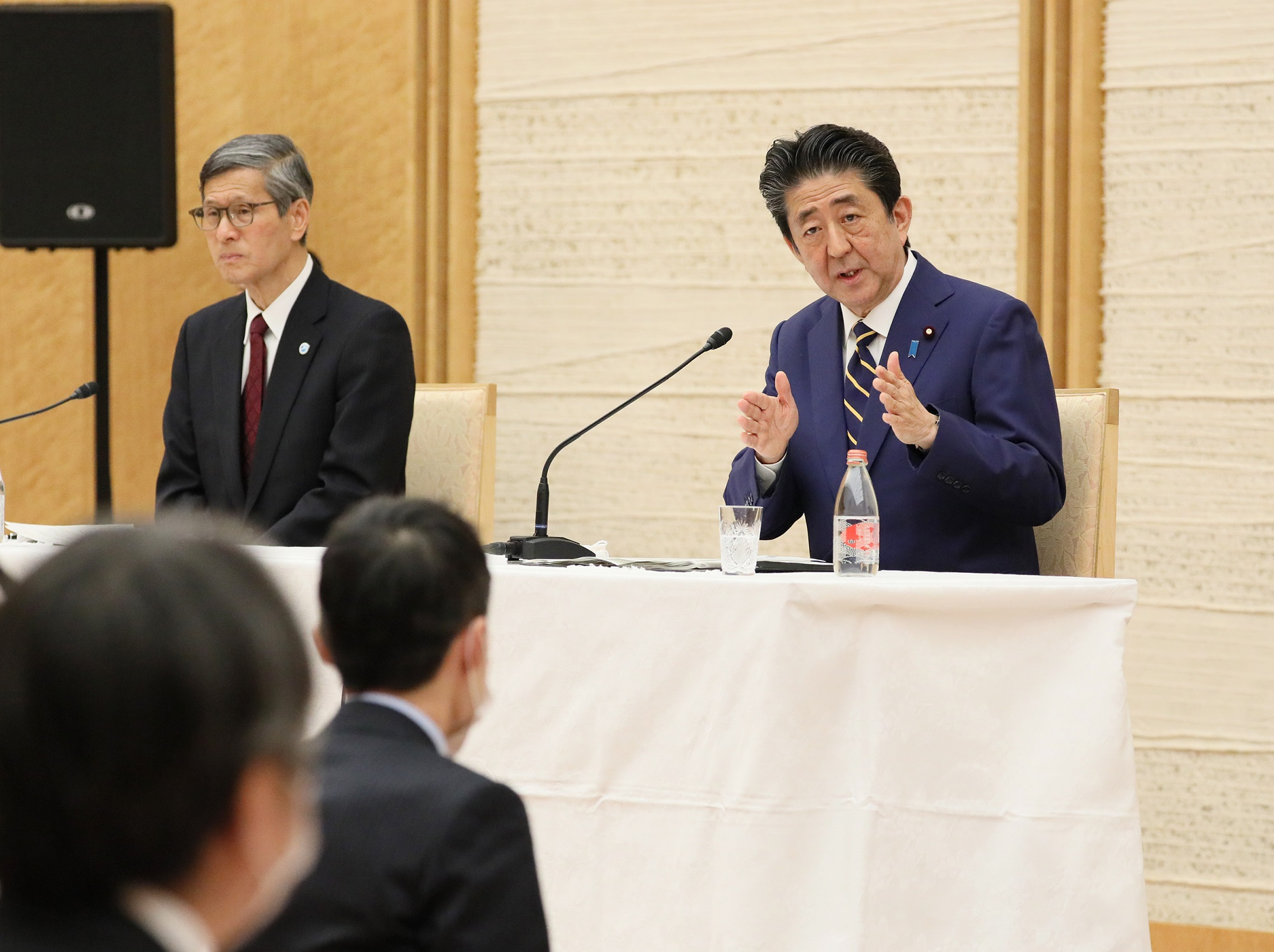
新型インフルエンザ等対策閣僚会議新型インフルエンザ等対策有識者会議基本的対処方針等諮問委員会会長尾身茂（左）と内閣総理大臣安倍晋三（右）（2020年4月7日、総理大臣官邸にて）

内閣に新型インフルエンザ等対策本部が設置された場合、新型インフルエンザ等への基本的な対処方針を定める（新型インフルエンザ等対策特別措置法18条1項）。政府対策本部が基本的対処方針を定めたり、その内容を変更しようとするときは、急を要する場合を除き、あらかじめ、感染症に関する専門的な知識を有する者その他の学識経験者の意見を聴かなければならない（法18条4項、同条5項）。基本的対処方針は、新型インフルエンザ等の発生の状況に関する事実、当該新型インフルエンザ等への対処に関する全般的な方針、新型インフルエンザ等対策の実施に関する重要事項を定めるものであり（法18条2項各号）、直ちに公示して周知され（法18条3項）、政府対策本部長である内閣総理大臣（法16条1項）が都道府県知事等に対して都道府県等の行う新型インフルエンザ等対策に関する総合調整を行う根拠となるものである（法20条1項）。
また、政府対策本部長が新型インフルエンザ等緊急事態宣言を行う際には、基本的対処方針を変更し、新型インフルエンザ等緊急事態措置の実施に関する重要な事項を定めるものとされていた（法32条1項、同条6項）ほか、法6条1項に基づく政府行動計画においても、政府対策本部長は新型インフルエンザ等緊急事態の要件に該当するかについて基本的対処方針分科会に対し公示案として諮問し、同委員会により新型インフルエンザ等緊急事態の要件に該当するとの専門的評価があった場合、緊急事態宣言を行うことを決定するとの手順が考えられるとされ、実質的に、新型インフルエンザ等緊急事態宣言についての諮問機関の役割が想定されていた。後述のとおり、2020年4月以降の新型インフルエンザ等緊急事態宣言発出の際にも、諮問機関の役割を果たした。
基本的対処方針分科会は、新型インフルエンザ等対策有識者会議の長および長代理ならびに内閣総理大臣が指名する有識者会議の構成員をもって構成し、その総数は、有識者会議の長および長代理を含め20名以内である。基本的対処方針分科会の開催に当たっては、内閣総理大臣が構成員の参集を求める。基本的対処方針分科会の長は、必要と認める者に対して、基本的対処方針分科会への出席を求め、説明または意見の開陳を求めることができる。

## 沿革

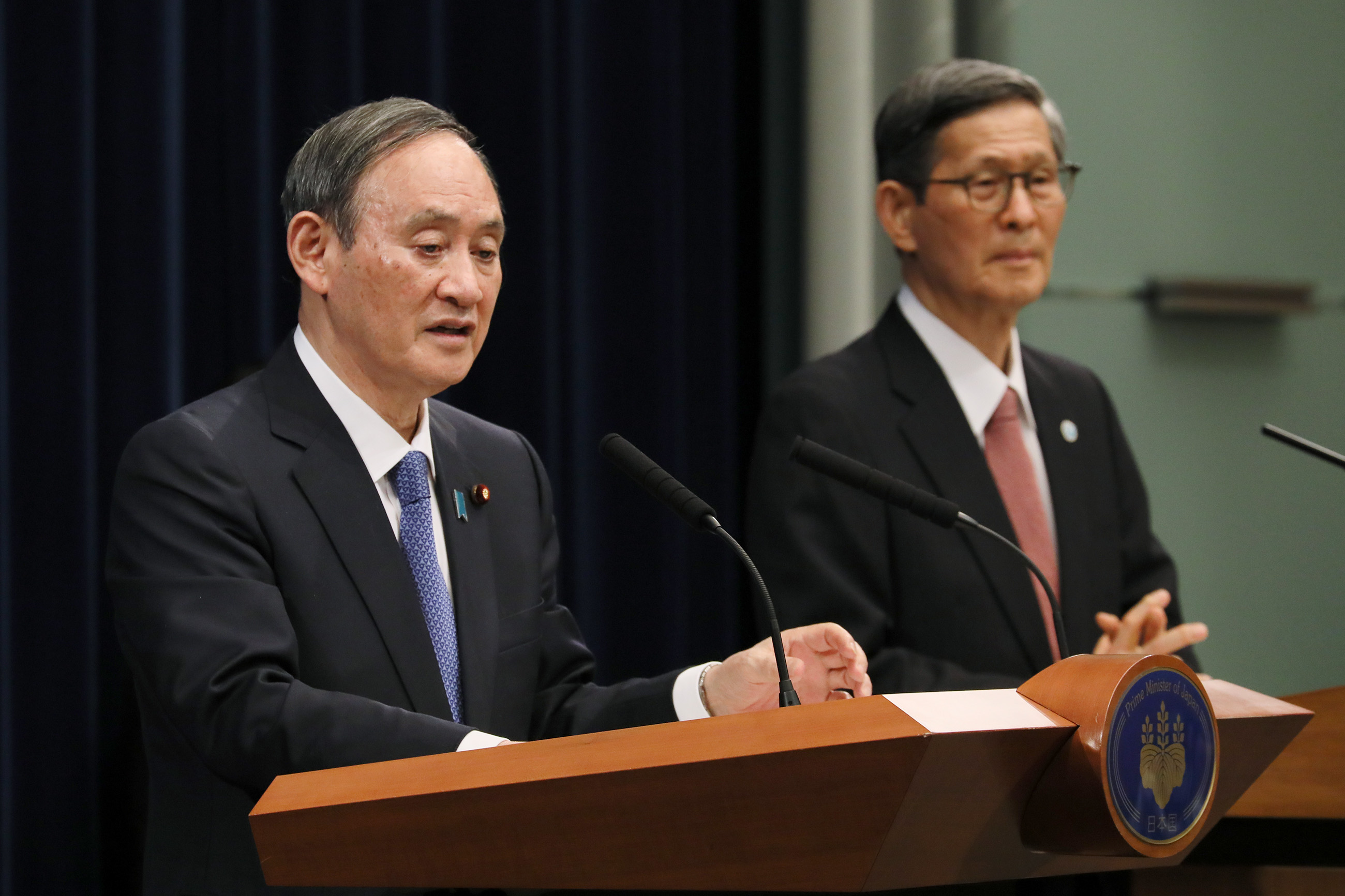
新型インフルエンザ等対策閣僚会議新型インフルエンザ等対策有識者会議基本的対処方針等諮問委員会会長尾身茂（右）と内閣総理大臣菅義偉（左）（2021年1月7日、総理大臣官邸にて）

- 2012年8月3日　新型インフルエンザ等対策閣僚会議が、基本的対処方針等諮問委員会を設置した（同閣僚会議決定）。
- 2020年3月14日　新型コロナウイルス感染症の世界的流行 (2019年-)に端を発した法改正（令和2年法律第4号。2020年3月13日成立、同月14日施行。）により、新型コロナウイルス感染症が法2条1項の定める新型インフルエンザ等とみなされることとなった。
- 2020年3月26日　法15条1項に基づく新型コロナウイルス感染症対策本部が設置された（2020年1月30日閣議決定により従前から設置されていた新型コロナウイルス感染症対策本部について、閣議決定を改正し、法15条1項に基づくものとした。）。また、上記閣僚会議決定が一部改正され、構成員の総数が10名以内から20名以内に増やされた。
- 2020年3月27日　同本部が新型コロナウイルス感染症対策の基本的対処方針を定めることについて諮問を受け、初めて委員会が開催された。
- 2020年4月7日　同本部長から法32条1項に基づく新型インフルエンザ等緊急事態の要件に該当するかについて諮問を受け、また、同本部から新型インフルエンザ等緊急事態措置の実施に関する重要な事項を定めるための基本的対処方針の変更について諮問を受けた。
- 2021年3月30日　新型インフルエンザ等対策推進会議令（令和3年政令第138号。同年4月1日施行）が閣議決定され、基本的対処方針等諮問委員会を基本的対処方針分科会と改称することが決定[2]。
- 2021年4月1日　基本的対処方針分科会に改称。
- 2023年8月31日　内閣感染症危機管理統括庁の発足に合わせて廃止。

## 所掌事務
法に基づくもの

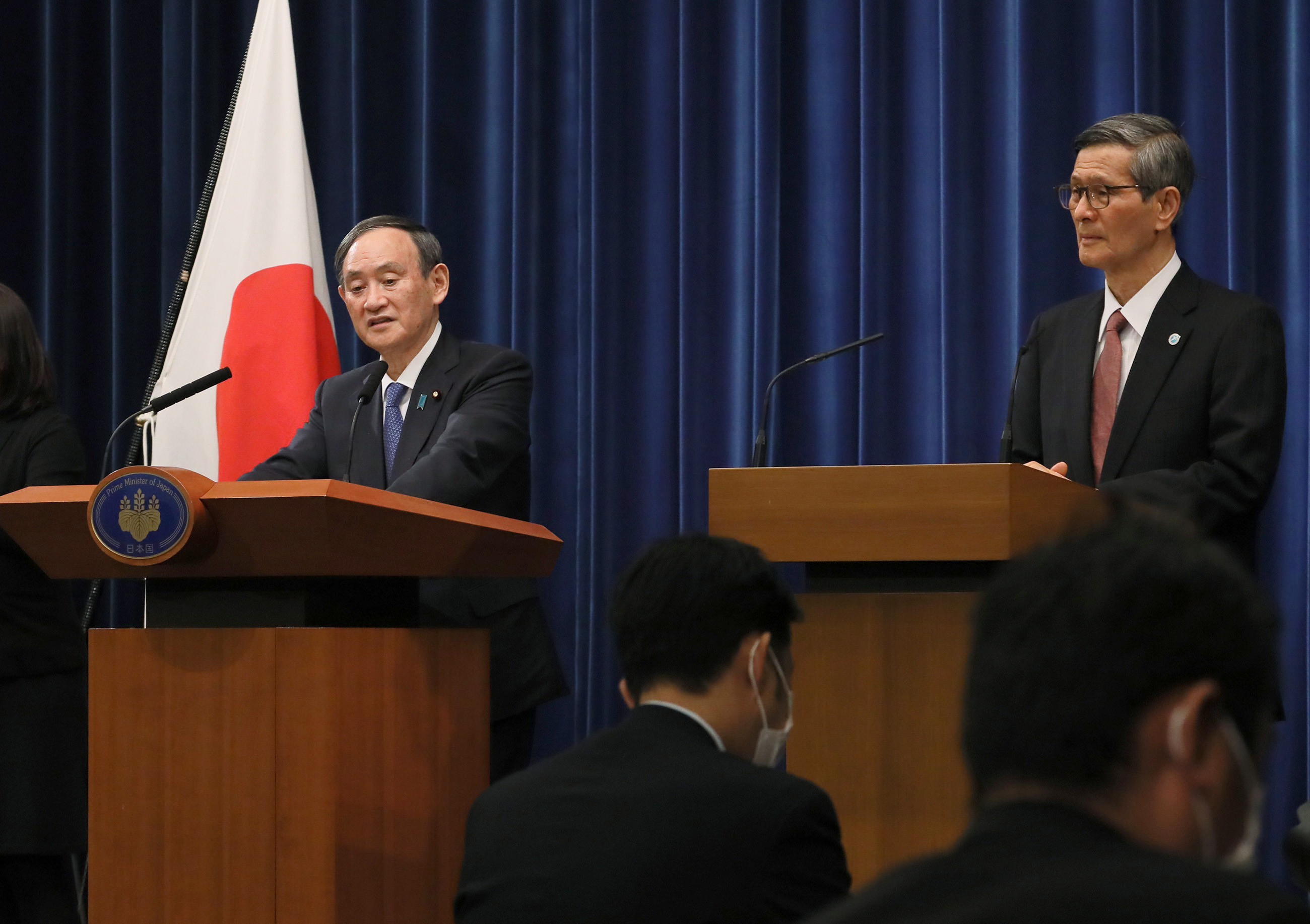
新型インフルエンザ等対策閣僚会議新型インフルエンザ等対策有識者会議基本的対処方針等諮問委員会会長尾身茂（右）と内閣総理大臣菅義偉（左）（2021年1月7日、総理大臣官邸にて）

- 政府対策本部が基本的対処方針を定め、また、その内容を変更しようとする際の諮問を受けること（法18条4項、5項）

新型インフルエンザ等対策政府行動計画に基づくもの
- 政府対策本部及び厚生労働省が情報提供担当チームを設置するに当たって、委員がチームのメンバーとなり、一体的に活動すること
- 特定接種（法28条）について、新型インフルエンザ等の病原性等の特性、プレパンデミックワクチンの有効性、ワクチンの製造・製剤化のスピード、国民から求められるサービス水準、住民接種の緊急性を踏まえ、接種の総枠、対象や順位に係る諮問を受けること
- 検疫の強化について、病原体の病原性や感染力、海外の状況等に係る諮問を受けること
- 緊急事態宣言の要件である「国民の生命及び健康に著しく重大な被害を与えるおそれがあるものとして政令で定める要件（重症症例（肺炎、多臓器不全、脳症など）が通常のインフルエンザにかかった場合に比して相当程度高いと認められる場合）」の運用について、海外及び国内の臨床例等の知見を集積し、評価すること
- 緊急事態措置を実施すべき期間に係る諮問を受けること
- 予防接種法6条3項に基づく新臨時接種の実施について、諮問を受けること
- 患者等が増加してきた段階において、帰国者・接触者外来を指定しての診療体制から一般の医療機関でも診療する体制に移行することについて、諮問を受けること
- 緊急事態解除宣言について、諮問を受けること
- 政府対策本部の廃止について、諮問を受けること

## 構成
会長
- 尾身茂（地域医療機能推進機構理事長）

会長代理
- 岡部信彦（川崎市健康安全研究所所長）

委員
- 井深陽子（慶應義塾大学経済学部教授）※2020年5月12日以降
- 大竹文雄（大阪大学大学院経済学研究科教授）※2020年5月12日以降
- 押谷仁（東北大学大学院医学系研究科教授）
- 釜萢敏（日本医師会常任理事）
- 河岡義裕 （東京大学医科学研究所感染症国際研究センターセンター長）
- 川名明彦（防衛医科大学医学教育部教授）
- 小林慶一郎（公益財団法人東京財団政策研究所研究主幹）※2020年5月12日以降
- 鈴木基（国立感染症研究所感染症疫学センターセンター長）
- 竹森俊平（慶應義塾大学経済学部教授）※2020年5月12日以降
- 田島優子（さわやか法律事務所弁護士）
- 舘田一博（東邦大学医学部教授）
- 谷口清州（三重病院臨床研究部部長）
- 朝野和典（大阪大学大学院医学系研究科教授）
- 中山ひとみ（霞ヶ関総合法律事務所弁護士）
- 長谷川秀樹（国立感染症研究所インフルエンザウイルス研究センターセンター長）
- 武藤香織（東京大学医科学研究所教授）
- 吉田正樹（東京慈恵会医科大学医学部教授）
- 脇田隆字（国立感染症研究所所長）

## 会議

### 基本的対処方針等諮問委員会
| 回数   | 開催日                | 場所                                | 摘要 |
| ------ | --------------------- | ----------------------------------- | --- |
| 第1回  | 2020年3月27日16時00分 | 合同庁舎4号館第4特別会議室          | 新型コロナウイルス感染症対策本部は、これを踏まえて、同月28日付け「新型コロナウイルス感染症対策の基本的対処方針」を決定した。                                                                               |
| 第2回  | 2020年4月7日10時00分  | 合同庁舎4号館12階共用1208特別会議室 | 新型コロナウイルス感染症対策本部は、これを踏まえて、同日付けで「新型コロナウイルス感染症対策の基本的対処方針」を一部改正し、新型コロナウイルス感染症に関する緊急事態が発生した旨を宣言した。               |
| 第3回  | 2020年4月11日         | （持ち回り）                        | 新型コロナウイルス感染症対策本部は、これを踏まえて、同日付けで「新型コロナウイルス感染症対策の基本的対処方針」を一部変更した。                                                                             |
| 第4回  | 2020年4月16日17時00分 | 合同庁舎8号館1階講堂                | 新型コロナウイルス感染症対策本部は、これを踏まえて、同日付けで「新型コロナウイルス感染症対策の基本的対処方針」を一部変更した。                                                                             |
| 第5回  | 2020年5月4日10時30分  | 合同庁舎8号館1階講堂                | 第13回新型コロナウイルス感染症対策専門家会議に続いて開催された。 新型コロナウイルス感染症対策本部は、これを踏まえて、同日付けで「新型コロナウイルス感染症対策の基本的対処方針」を一部変更した。            |
| 第6回  | 2020年5月14日10時30分 | 合同庁舎8号館1階講堂                | 第14回新型コロナウイルス感染症対策専門家会議に続いて開催された。 新型コロナウイルス感染症対策本部は、これを踏まえて、同日付けで「新型コロナウイルス感染症対策の基本的対処方針」を一部変更した。            |
| 第7回  | 2020年5月21日10時00分 | 合同庁舎8号館1階講堂                | 新型コロナウイルス感染症対策本部は、これを踏まえて、同日付けで「新型コロナウイルス感染症対策の基本的対処方針」を一部変更した。                                                                             |
| 第8回  | 2020年5月25日9時30分  | 合同庁舎8号館1階講堂                | 新型コロナウイルス感染症対策本部は、これを踏まえて、同日付けで「新型コロナウイルス感染症対策の基本的対処方針」を一部変更し、新型コロナウイルス感染症に関する緊急事態が終了した旨を宣言した。               |
| 第9回  | 2021年1月7日9時30分   | 合同庁舎8号館1階講堂                | 新型コロナウイルス感染症対策本部は、これを踏まえて、同日付けで「新型コロナウイルス感染症対策の基本的対処方針」を一部改正し、新型コロナウイルス感染症に関する緊急事態が発生した旨を宣言した。               |
| 第10回 | 2021年1月13日13時30分 | 合同庁舎8号館1階講堂                | 新型コロナウイルス感染症対策本部は、これを踏まえて、同日付けで「新型コロナウイルス感染症対策の基本的対処方針」を一部変更した。                                                                             |
| 第11回 | 2021年2月2日13時30分  | 合同庁舎8号館1階講堂                | 新型コロナウイルス感染症対策本部は、これを踏まえて、同日付けで「新型コロナウイルス感染症対策の基本的対処方針」を一部変更した。                                                                             |
| 第12回 | 2021年2月12日8時45分  | 合同庁舎8号館1階講堂                | 新型コロナウイルス感染症対策本部は、これを踏まえて、同日付けで「新型コロナウイルス感染症対策の基本的対処方針」を一部変更した。                                                                             |
| 第13回 | 2021年2月26日12時30分 | 合同庁舎8号館1階講堂                | 新型コロナウイルス感染症対策本部は、これを踏まえて、同日付けで「新型コロナウイルス感染症対策の基本的対処方針」を一部変更した。                                                                             |
| 第14回 | 2021年3月5日7時00分   | 合同庁舎8号館1階講堂                | 新型コロナウイルス感染症対策本部は、これを踏まえて、同日付けで「新型コロナウイルス感染症対策の基本的対処方針」を一部変更した。                                                                             |
| 第15回 | 2021年3月18日7時30分  | 合同庁舎8号館1階講堂                | 新型コロナウイルス感染症対策本部は、これを踏まえて、同日付けで「新型コロナウイルス感染症対策の基本的対処方針」を一部変更し、同月21日付けで新型コロナウイルス感染症に関する緊急事態が終了する旨を宣言した。 |